# Championnat de France du keirin
Le championnat de France de keirin est l'une des épreuves au programme des championnats de France de cyclisme sur piste.
L'épreuve est disputée par les hommes et les femmes (depuis 2012) dans deux catégories d'âges.

## Palmarès masculin
| Année | Vainqueur          | Deuxième                     | Troisième           |
| ----- | ------------------ | ---------------------------- | ------------------- |
| 1993  | Frédéric Magné     | Fabrice Colas                | Patrice Sulpice     |
| 1994  | Frédéric Magné     | Patrice Sulpice              | Benoît Vêtu         |
| 1995  | Frédéric Lancien   | Laurent Gané                 | Sébastien Morelon   |
| 1996  | Laurent Gané       | Laurent Gané                 | Laurent Accart      |
| 1997  | John Giletto       | Sébastien Morelon            | Laurent Gané        |
| 1998  | Florian Rousseau   | Laurent Gané                 | Damien Gérard       |
| 1999  | John Giletto       | Laurent Gané                 | Mickaël Bourgain    |
| 2000  | Frédéric Magné     | Florian Rousseau             | Laurent Gané        |
| 2001  | Vincent Le Quellec | Mickaël Bourgain             | Florian Rousseau    |
| 2002  | Hervé Gané         | Laurent Gané                 | John Giletto        |
| 2003  | Laurent Gané       | Mickaël Bourgain             | John Giletto        |
| 2004  | Mickaël Bourgain   | Hervé Gané                   | Sébastien Henriette |
| 2005  | Mickaël Bourgain   | Arnaud Tournant              | Sébastien Notin     |
| 2006  | Kévin Sireau       | Sébastien Notin              | Mickaël Bourgain    |
| 2007  | Grégory Baugé      | Didier Henriette             | François Pervis     |
| 2008  | Kévin Sireau       | Sébastien Henriette          | Arnaud Tournant     |
| 2009  | Mickaël Bourgain   | Grégory Baugé                | Kévin Sireau        |
| 2010  | Kévin Sireau       | Adrien Doucet                | Quentin Lafargue    |
| 2011  | Quentin Lafargue   | Mickaël Bourgain             | Charlie Conord      |
| 2012  | Quentin Lafargue   | Michaël D'Almeida            | Mickaël Bourgain    |
| 2013  | Quentin Lafargue   | François Pervis              | Michaël D'Almeida   |
| 2014  | François Pervis    | Grégory Baugé                | Benjamin Edelin     |
| 2015  | François Pervis    | Benjamin Edelin              | Michaël D'Almeida   |
| 2016  | Charlie Conord     | Quentin Lafargue             | Benjamin Edelin     |
| 2017  | Sébastien Vigier   | Benjamin Edelin              | Melvin Landerneau   |
| 2018  | Sébastien Vigier   | Quentin Lafargue Rayan Helal |                     |
| 2019  | Sébastien Vigier   | Quentin Lafargue             | Melvin Landerneau   |
| 2021  | Tom Derache        | Michaël D'Almeida            | Paul Berneron       |
| 2022  | Sébastien Vigier   | Rayan Helal                  | Thierry Fontanille  |
| 2023  | Sébastien Vigier   | Tom Derache                  | Clément Cordenos    |
| 2024  | Tom Derache        | Rayan Helal                  | Melvin Landerneau   |
| 2025  | Sébastien Vigier   | Tom Derache                  | Étienne Oliviero    |

| Année | Vainqueur            | Deuxième                 | Troisième            |
| ----- | -------------------- | ------------------------ | -------------------- |
| 2008  | Charlie Conord       | Thomas Bonafos           | Thierry Jollet       |
| 2009  | Florian Vernay       | Mickaël Valenza          | Judicaël Le Champion |
| 2010  | Anthony Jacques      | Valentin Depoorter       | Julien Palma         |
| 2011  | Benjamin Édelin      | Julien Palma             | Anthony Jacques      |
| 2012  | Erwann Aubernon      | Thomas Copponi           | Alexandre Prud'homme |
| 2013  | Benjamin Gil         | Thomas Copponi           | Killian Evenot       |
| 2014  | Sébastien Vigier     | Benjamin Gil             | Quentin Valognes     |
| 2015  | Melvin Landerneau    | Alexandre Gendron        | Maxime Vienne        |
| 2016  | Maxime Vienne        | Baptiste Gourguechon     | Lucas M'Couezou      |
| 2017  | Baptiste Gourguechon | Tom Derache              | Florian Grengbo      |
| 2018  | Valentin Beyer       | Paul Berneron            | Tanguy Dulac         |
| 2019  | Valentin Bramoulle   | Loïs Vasapolli           | Louis Le Galudec     |
| 2021  | Oscar Caron          | Dorian Perleaux          | Noé Colsy            |
| 2022  | Sam Penaud           | Antoine Capelle          | Maxence Vantieghem   |
| 2023  | Théo Tuncq           | Septime Le Normand-Lucas | Hervé Salaün         |
| 2024  | Etienne Oliviero     | Matthias Sylvanise       | Nicolas Laugier      |

## Palmarès féminin
| Année | Vainqueur                | Deuxième                 | Troisième        |
| ----- | ------------------------ | ------------------------ | ---------------- |
| 2012  | Olivia Montauban         | Virginie Cueff           | Sandie Clair     |
| 2013  | Olivia Montauban         | Sandie Clair             | Clara Sanchez    |
| 2014  | Virginie Cueff           | Olivia Montauban         | Sandie Clair     |
| 2015  | Mélissandre Pain         | Virginie Cueff           | Olivia Montauban |
| 2016  | Mathilde Gros            | Marie Dufour             | Margot Dutour    |
| 2017  | Mathilde Gros            | Mélissandre Pain         | Sandie Clair     |
| 2018  | Mathilde Gros            | Mélissandre Pain         | Sandie Clair     |
| 2019  | Mathilde Gros            | Victoire Berteau         | Maryanne Hinault |
| 2021  | Taky Marie-Divine Kouamé | Constance Marchand       | Julie Michaux    |
| 2022  | Mathilde Gros            | Taky Marie-Divine Kouamé | Julie Michaux    |
| 2023  | Mathilde Gros            | Taky Marie-Divine Kouamé | Julie Michaux    |
| 2024  | Taky Marie-Divine Kouamé | Marie Louisa Drouode     | Lilou Ledeme     |
| 2025  | Marie Louisa Drouode     | Lou Dolez                | Léa Grondin      |

| Année | Vainqueur        | Deuxième         | Troisième            |
| ----- | ---------------- | ---------------- | -------------------- |
| 2017  | Mathilde Gros    | Cassandra Lebrun | Célia Charrier       |
| 2018  | Maryanne Hinault | Léa Dayde        | Floriane Huet        |
| 2019  | Maïtena Aguer    | Fanny Cauchois   | Lucie Liboreau       |
| 2021  | Lise Ménage      | Jade Labastugue  | Doriane Kaufmann     |
| 2022  | Doriane Kaufmann | Maurène Trégouët | Marie Louisa Drouode |
| 2023  | Elina Cabot      | Lilou Ledeme     | Lisa Guillet         |
| 2024  | Elina Cabot      | Flavie Michaud   | Eva Philippe         |